# Amphitretus
Amphitretus là một chi bạch tuộc. Đây là chi duy nhất của họ Amphitretidae và bao gồm hai loài. Một số tác giả xem xét Amphitretus thielei như một phân loài của Amphitretus pelagicus, làm cho gia đình này đơn loài.